# Юхмачинский район
Юхмачинский район (тат. Юхмачы районы) — упразднённая административно-территориальная единица Татарской АССР, существовавшая с 1944 по 1956 годы. Административный центр — село Юхмачи. 
Территория района составляла 865 км².
Бо́льшая часть территории ныне находится в составе Алькеевского района, остальная часть — в составе Нурлатского и Спасского районов.

## История
Район был образован 19 февраля 1944 года из восточной части Кузнечихинского и южной части (в границах того времени) Алькеевского районов.
Упразднён 7 декабря 1956 года, территория передана в состав Кузнечихинского и Алькеевского районов.

## Административное деление
На 1 января 1948 года район включал в свой состав 15 сельсоветов: Аппаковский, Борискинский, Верхне-Альмурзинский, Каракульский, Налёткинский, Нижне-Алькеевский, Нижне-Качеевский, Старо-Сихтерминский, Старо-Тумбинский, Старо-Хурадинский, Старо-Ямкинский, Татарско-Ахметьевский, Чувашско-Бродский, Шибашинский, Юхмачинский.